# Świat zabawy
Świat zabawy (The House of Mirth) – powieść autorstwa Edith Wharton.

## Fabuła
Akcja rozgrywa się w Nowym Jorku z przełomu wieków XIX i XX. Główną bohaterką jest młoda dziewczyna, Lily Bart, z podupadłego rodu arystokratycznego, walcząca o utrzymanie swojej pozycji towarzyskiej w tytułowym "świecie zabawy" – luksusowym i beztroskim, eleganckim i bezwzględnym, a zarazem o osobistą godność.

## Ekranizacje
Powieść została trzykrotnie sfilmowana – w latach 1918, 1981 i 2000, z czego najbardziej znaną jest wersja najnowsza. W 1906 została wystawiona w teatrze.
- Świat zabawy – film z 1918
- Świat zabawy – film z 1981
- Świat zabawy – film z 2000 w reżyserii Terence’a Daviesa